# Sint-Aldegondiskerk (Alken)

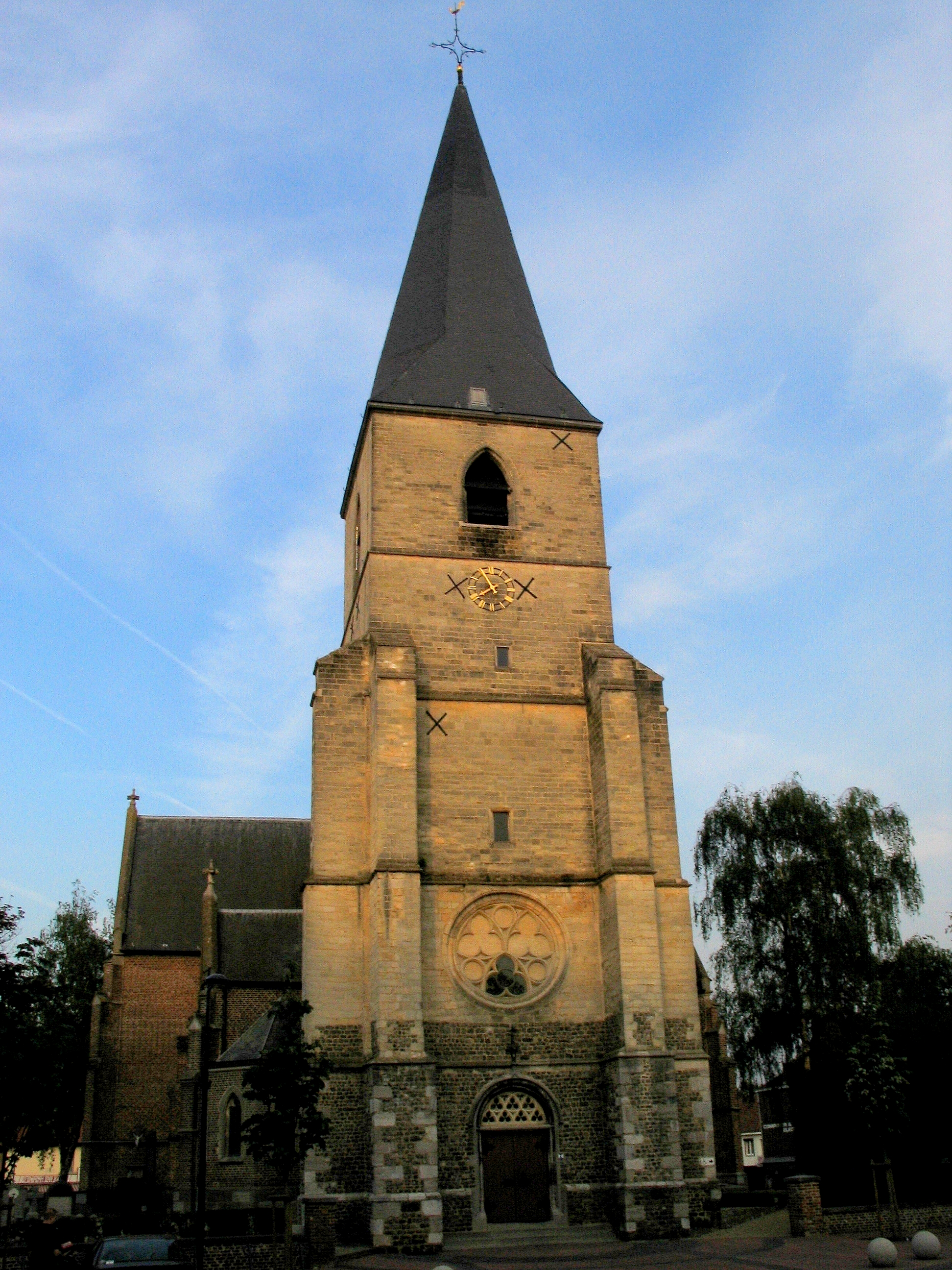
Sint-Aldegondiskerk

De Sint-Aldegondiskerk is de parochiekerk van Alken, gelegen aan de Hoogdorpsstraat.

## Geschiedenis
De parochiekerk behoorde steeds toe aan de prins-bisschoppen van Luik. Prins-bisschop Theoduinus schonk in 1066 het Patronaatsrecht van de parochie aan het Onze-Lieve-Vrouwekapittel te Hoei.
De kerk werd in 1483 door Brabantse soldaten in brand gestoken, en in 1490 werd ze geplunderd en in brand gestoken door de troepen van Jehannot-le-Bâtard, die streden aan de zijde van Robrecht II van der Marck.
Van het huidige gebouw is de vroeggotische toren van 1385, het laatgotische schip van 1600. Restauraties vonden plaats in 1868 en 1883, door respectievelijk Herman Jaminé en Léon Jaminé. In laatstgenoemd jaar werd de toren gerestaureerd en werden steunberen aangebracht. In 1899 vonden uitbreidingen plaats door Edmond Serrure.

## Gebouw
De toren is een aangebouwde westtoren. Ze heeft vijf geledingen. De eerste en een deel van de tweede geleding zijn van silexblokken, met hoekbanden van kalksteen. De overige geledingen zijn van mergelsteen. Het portaal is neogotisch. De toren wordt gedekt door een ingesnoerde naaldspits en aan de zuidzijde bevindt zich een veelhoekig traptorentje van vier geledingen.
Het laatgotische schip is opgetrokken in baksteen. Het betreft een driebeukige kruiskerk met een vijfzijdig afgesloten koor. Omstreeks 1900 werden 15e-eeuwse muurschilderingen ontdekt, welke echter verdwenen toen in 1920 neogotische schilderingen werden aangebracht.

## Inventaris
De kerk bezit houten gotische beelden, zoals een Sint-Rochus uit omstreeks 1540, toegeschreven aan de Meester van Oostham; een Calvarietafereel in Maaslandse gotiek uit omstreeks 1500;
De altaren, de biechtstoelen en de preekstoel zijn neogotisch (1901); een credenstafel is in rococostijl en dateert van het derde kwart van de 18e eeuw; het hardstenen doopvont is uit de tweede helft van de 16e eeuw, terwijl er ook een 12e-eeuws doopvont met vier maskers is. Deze worden tegenwoordig als wijwatervat gebruikt. Het orgel is van A. Clerinx en stamt uit de tweede helft van de 19e eeuw.
In de toren vindt men enkele 16e-, 17e- en 18e-eeuwse grafstenen.